# Seventeen (singel)
„Seventeen” – singel brytyjskiego zespołu muzyki elektronicznej Ladytron, wydany w 2002 roku na płycie dwunastocalowej i na płycie kompaktowej przez wytwórnię Telstar.
Jest to pierwszy singel z drugiego albumu Light & Magic wydanego 17 września 2002 roku, a jego producentami byli Daniel Hunt oraz Mickey Petralia.
Utwór „Seventeen” został wykorzystany w filmie Party Monster z 2003 roku. Znalazł się również na albumach z miksami Fabric 09 grupy Slam, A Bugged Out Mix Felixa da Housecata oraz Most of the Remixes zespołu Soulwax.
Nowa wersja utworu pod nazwą „Seventeen 05” znalazła się na singlu „Destroy Everything You Touch” wydanym w 2005 roku.

## Lista utworów
| „Seventeen” (CD – Telstar – CDSTAS3284) | „Seventeen” (CD – Telstar – CDSTAS3284) | „Seventeen” (CD – Telstar – CDSTAS3284) |
| Nr                                      | Tytuł utworu                            | Długość                                 |
| --------------------------------------- | --------------------------------------- | --------------------------------------- |
| 1.                                      | „Seventeen (Original Mix)”              | 4:41                                    |
| 2.                                      | „Seventeen (The Droyds Mix)”            | 6:27                                    |
| 3.                                      | „Seventeen (Soulwax Mix)”               | 4:47                                    |
| 4.                                      | „Seventeen (Radio Edit)”                | 3:31                                    |
|                                         |                                         | 19:26                                   |

Źródło:

## Teledysk
Teledysk do utworu „Seventeen” został wydany w 2003 roku. Jego reżyserem był David Chaudoir.

## Pozycje na listach przebojów
| Organizacja | Lista                        | Najwyższa pozycja | Źr.    |
| ----------- | ---------------------------- | ----------------- | ------ |
| OCC         | UK Singles Chart             | 68                | [ 14 ] |
| OCC         | UK Physical Singles Chart    | 68                | [ 14 ] |
| OCC         | UK Dance Singles Chart       | 20                | [ 14 ] |
| OCC         | UK Independent Singles Chart | 10                | [ 14 ] |
| ARIA        | Single Top 50                | 45                | [ 15 ] |